# Lis (Bootsklasse)
Die Lis ist eine Freizeit- und Regattajolle, die seit 1966 bei der Firma Gade Bootsbau Kunststofftechnik GmbH in Aachen gebaut wird.
Der Name Lis leitet sich ab von der Umkehrung des Spitznamens Sil. Da es eine Sil-Jolle schon gab, wurde eben Lis daraus. Bisher wurden über 1600 Boote verkauft.

## Varianten
Von der Lis gibt es drei Varianten: Grundmodell ist die Lis-Jolle, die ein flaches Vorschiff mit einer niedrigen Schlupfkajüte besitzt. Beim Lis-Jollenkreuzer wurde eine kleine Kajüte (1,10 m hoch mit Tisch resp. Liegefläche für 2 Personen) auf den ansonsten identischen Jollenrumpf aufgesetzt. Bei der Lis-Family wurde der Rumpf um 13 cm verbreitert, die Kajüte etwas vergrößert (ca. 20 cm in der Länge und in der Breite) und zusätzlich die Bordwand erhöht und als Süllrand ausgeführt.

## Konstruktion
Der Rumpf ist eine Rundspantkonstruktion aus GfK und wird im Handauflegeverfahren hergestellt. In den Seitenkästen befinden sich Auftriebkörper aus Schaumpolystyrol, die das Boot unsinkbar machen.
Seit 1972 wird die Lis mit doppeltem Boden, selbstlenzendem Cockpit und GfK-Schwert gefertigt; ältere Modelle haben entweder ein Holz- oder ein Ballastschwert aus Eisen. Der Schwertkasten überragt den doppelten Boden nur minimal, der Cockpitboden ist dadurch nahezu eben.

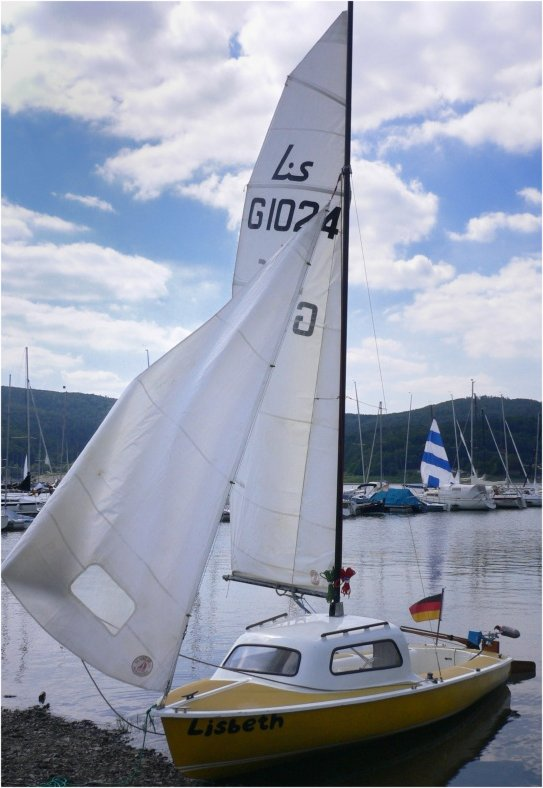
Lis-Jollenkreuzer auf dem Edersee

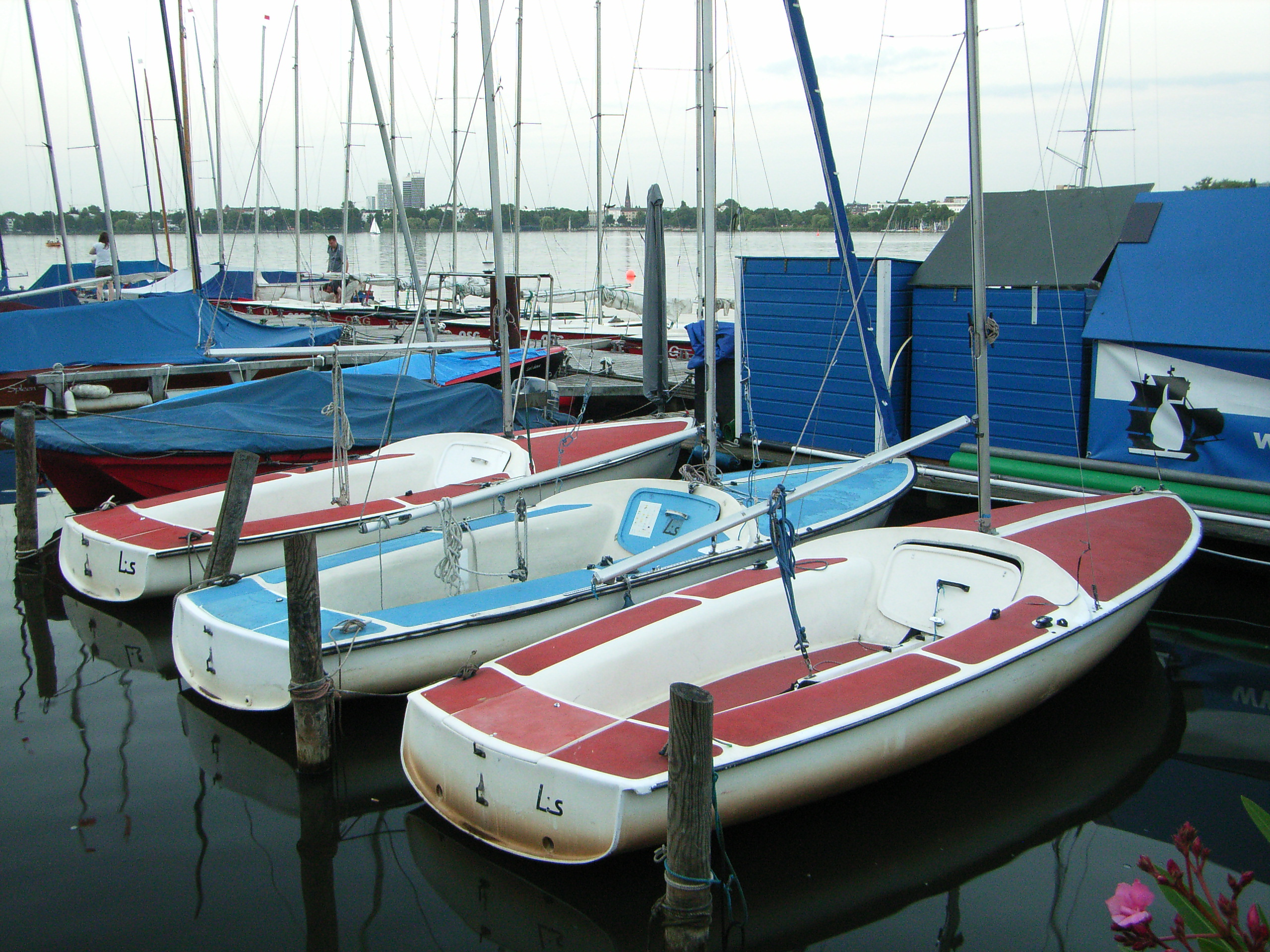
Lis-Jollen am Steg auf der Alster

## Rigg
Das Rigg ist bei allen drei Varianten gleich. Es handelt sich, wie bei Jollen dieser Größe üblich, um eine 7/8 Sluptakelung ohne Achterstag. Der Großbaum ist hoch angeschlagen, wodurch viel Kopffreiheit vorhanden ist.

## Eigenschaften
Die Lis nimmt bei leichtem Wind schnell Tempo auf und kommt bei Windstärke 4 bis 5 ins Gleiten. Sie wird meistens zu zweit gesegelt, lässt sich aber ebenso einhand segeln (mit verlängertem Pinnenausleger auch im Trapez).
Seit 1969 existiert eine Klassenvereinigung, die Lis-Klasse ist eine vom DSV anerkannte Verbandsklasse. Für die Jolle und den Jollenkreuzer werden unterschiedliche Yardstickzahlen veröffentlicht.
Reviere mit größeren Lis-Flotten sind der Adolfosee, der Baldeneysee, der Halterner Stausee, der Langener Waldsee, der Möhnesee, der Unterbacher See und der Rursee.